# Кияницина Людмила Миколаївна
Людмила Миколаївна Кияни́цина (нар. 29 серпня 1902, Вільно — пом. 30 вересня 1984, Київ) — українська радянська художниця декоративно-ужиткового мистецтва; член Спілки радянських художників України з 1945 року.

## Біографія
Народилася 29 серпня 1902 у місті Вільно (нині Вільнюс, Литва). З 1916 року проживала в Києві. Після закінчення гімназії працювала в різних установах, одночасно протягом 1922—1924 років відвідувала художні студії С. Ф. Миронова; у 1924—1927 роках — Миколи Прахова. Навчалась також у Анни Крюгер-Прахової та Олександри Грядунової.
Упродовж 1925—1932 років працювала вишивальницею в «Текстильхудожекспорті»; у 1942—1959 роках — у співдружності з Олександрою Грядуновою і Зінаїдою Охрімович працювала на київському заводі «Керамік» як художник із розпису гончарних виробів; опісля — на творчій роботі. Жила в Києві, в будинку на вулиці Вишгородській, № 100/16, квартира № 17/2. Померла в Києві 30 вересня 1984 року.

## Творчість
Розписувала керамічні декоративні вази, тарелі, куманці, глечики, сувенірні мініатюри, народні іграшки, а також облицювальний кахель. Використовувала традиційний стиль народного розпису — «сосонки», «косиці», «кривульки», «капанку», поєднувала рослинні та геометричні мотиви. Працювала у техніках ріжкування і фляндрівки. Виконала мозаїчні панно.
Брала участь у республіканських виставках з 1945 року, всесоюзних — з 1951 року, зарубіжних — з 1954 року, зокрема її роботи експонувалися у Польщі у 1956 році, Франції у 1957 році, Болгарії у 1958 році, Всесвітній виставці у Монреалі у 1967 році.
Окремі роботи зберігаються у Національному музеї українського народного декоративного мистецтва у Києві.